# Agustín Rossi (político)
Agustín Oscar Rossi (Vera, 18 de octubre de 1959) es un ingeniero civil y político argentino, miembro de Unión por la Patria (coalición sucesora de Frente de Todos), de la que fue candidato a vicepresidente acompañando en la fórmula a Sergio Massa en las elecciones presidenciales de 2023. Fue miembro de la Cámara de Diputados de la Nación desde 2005 hasta 2013 y desde 2017 hasta 2019. Desde el 15 de febrero de 2023 y hasta el 10 de diciembre de ese mismo año, se desempeñó en el cargo de jefe de Gabinete de Ministros.
Comenzando en política en la Ciudad de Rosario como concejal entre 1987 y 1991, y entre 2002 y 2005, fue ministro de Defensa de la Nación (2013-2015, 2019-2021), diputado nacional por su provincia natal (2005-2013, 2017-2019), siendo jefe de la bancada oficialista del Frente para la Victoria en ambos periodos, candidato a gobernador de Santa Fe en 2011, y director de la Agencia Federal de Inteligencia entre 2022 y 2023. Desde el 15 de febrero hasta el 10 de diciembre de 2023 ejerció como jefe de Gabinete de Ministros de la Nación. En 2023 se presentó como candidato a vicepresidente junto a Sergio Massa por Unión por la Patria en las elecciones presidenciales de 2023, en segunda vuelta electoral, los candidatos oficialistas fueron derrotados por la fórmula Milei-Villarruel de La Libertad Avanza.

## Biografía

### Primeros años
Nació en la localidad de Vera en el norte de la Provincia de Santa Fe, el 18 de octubre de 1959. A los 18 años, en 1977, llegó a la ciudad de Rosario, donde reside, para estudiar la carrera de Ingeniería Civil en la Facultad de Ingeniería y Ciencias Exactas de la Universidad Nacional de Rosario.
En 1980 comenzó a militar dentro del Peronismo su partido de pertenencia. Continuó su militancia en plena dictadura militar Su carrera comenzó en 1987 como concejal del peronismo en Rosario, pero desde la recuperación de la democracia en 1983 ya se posicionaba como referente de la Juventud Peronista.
Está casado con la abogada María Raquel Pezzelato, con quien tiene dos hijos.

### Trayectoria profesional
Durante los años '90 abandonó la actividad política pública, por diferencias ideológicas con el gobierno presidido por Carlos Menem, y se desempeñó en la actividad privada como ingeniero civil.

## Trayectoria política

### Concejal en Rosario
En 1987 fue elegido concejal hasta 1991, año en que ejerció la Presidencia del Concejo Municipal de Rosario. En los años posteriores continúa militando en distintos ámbitos sin ocupar cargo públicos. En 2002, accede nuevamente a una banca en el Concejo Municipal de Rosario. En los períodos 2004 y 2005, fue Presidente del Concejo Municipal, elegido por unanimidad de sus miembros.[cita requerida]
Dentro del Concejo Deliberante de Rosario presentó diversos proyectos que fueron aprobados como el medio boleto de colectivo para estudiantes (1989), viajes gratuitos en transporte público para las madres que son atendidas en la maternidad Martín, subsidios para que madres adolescentes terminen sus estudios y el Programa de Emergencia contra la Desnutrición Infantil. También creó el Programa Municipal de Seguridad Urbana y estableció regulaciones para el expendio de alcohol. En cuanto a los empleados municipales dispuso una licencia especial por paternidad que se aplica desde 2006 y un ordenanza que los protege de posibles situaciones de violencia laboral. Además se realizaron sesiones barriales donde participan vecinos y concejales para buscar soluciones a problemas cotidianos. También presidió la comisión de la Inversión; fue secretario de la comisión de Asuntos Administrativos y Municipales; y vocal en las comisiones de Combustibles; de apoyo a las Obras del Río Bermejo; de Presupuesto y Hacienda.

### Diputado nacional (2005-2013)
Desde el 10 de diciembre de 2005 ocupó una banca de diputado nacional por el Frente para la Victoria. Su campaña se centró en las políticas implementadas por Néstor Kirchner a nivel nacional; Rossi se presentó a sí mismo como el "candidato de Kirchner".
La lista de Rossi salió segunda (con el 33% de los votos) después de la lista encabezada por Hermes Binner (43%). Fue elegido como jefe de bloque del Frente para la Victoria en la Cámara de Diputados. En lo que respecta a la política nacional, desde el Parlamento el bloque del Frente para la Victoria acompañó las medidas impulsadas por el presidente Néstor Kirchner. Esto se tradujo en una muy intensa actividad legislativa.
- Se acompañó el profundo proceso de renovación en la Corte Suprema de Justicia, donde deben rendir cuentas de lo que hacen. La selección de nuevos magistrados, se realizó, además, en virtud del decreto 222 de autolimitación de las facultades del Poder Ejecutivo en cuanto a la selección de ministros, lo cual no registra antecedentes en la historia del máximo tribunal. Se redujo la cantidad de miembros de la Corte Suprema de Justicia, que tras un período de transición retornará al histórico número de cinco miembros, desandando la ampliación promovida en el año 1992.

- Se sancionó con fuerza de ley la reducción de miembros del Consejo de la Magistratura, con el objeto de agilizar el funcionamiento del órgano de control y de selección de jueces.

- En el plano económico se dio impulso y debate a la ley de biocombustibles, para ir reemplazando en parte el combustible fósil, cuya disponibilidad es finita, por fuentes de energía alternativas, limpias en cuanto a su impacto ambiental, sustentables en términos económicos.

- Se aprobó la modificación de la ley 23.928 sobre afectación de reservas del Banco Central de la República Argentina. En concreto, se dispuso el pago, en el marco de la política de Estado del gobierno nacional de desendeudamiento el pago de la totalidad de la deuda al Fondo Monetario Internacional. Ello no sólo aseguró el resguardo de la soberanía y la independencia en cuanto a las decisiones de política económica, sino que merced al firme trabajo en todos los niveles el año 2006 cerró con reservas que superaban en 4000 millones de dólares el momento previo a la cancelación de la deuda. Así, el último día hábil de 2006, las reservas netas del BCRA superaban la barrera de los 32 000 millones de dólares, situación inédita en los últimos 50 años.

- En cuanto a los derechos civiles y sociales, se impulsó y concretó la modificación de la Ley de Contrato de Trabajo en cuanto a los Derechos por Maternidad, Paternidad y Adopción, extendiendo la norma a la protección de situaciones. Se equipararon derechos, se reconstituyó el amparo legal para los trabajadores y se crearon nuevos sistemas de protección.

- Se incorporó como feriado nacional el día 24 de marzo, al conmemorarse el 30 aniversario del derrocamiento del gobierno constitucional y la instauración de la más sangrienta de las dictaduras que asolaron la Argentina. La ley 26.085 tiende a generar un marco para la reflexión de todos los argentinos, en el marco de la política de Estado de reconciliación nacional sin impunidad.

- Se modificó la ley 25.246 de prevención y represión del lavado de dinero y se sancionó la ley 26.119. Merced a dichos cambios, uno de los delitos más complejos, y que no forma parte del cotidiano de los ciudadanos pero causa enormes perjuicios al Estado nacional, en definitiva a todos los argentinos, pasó a ser investigado por una unidad fiscal especial: la Unidad de Investigación Financiera.

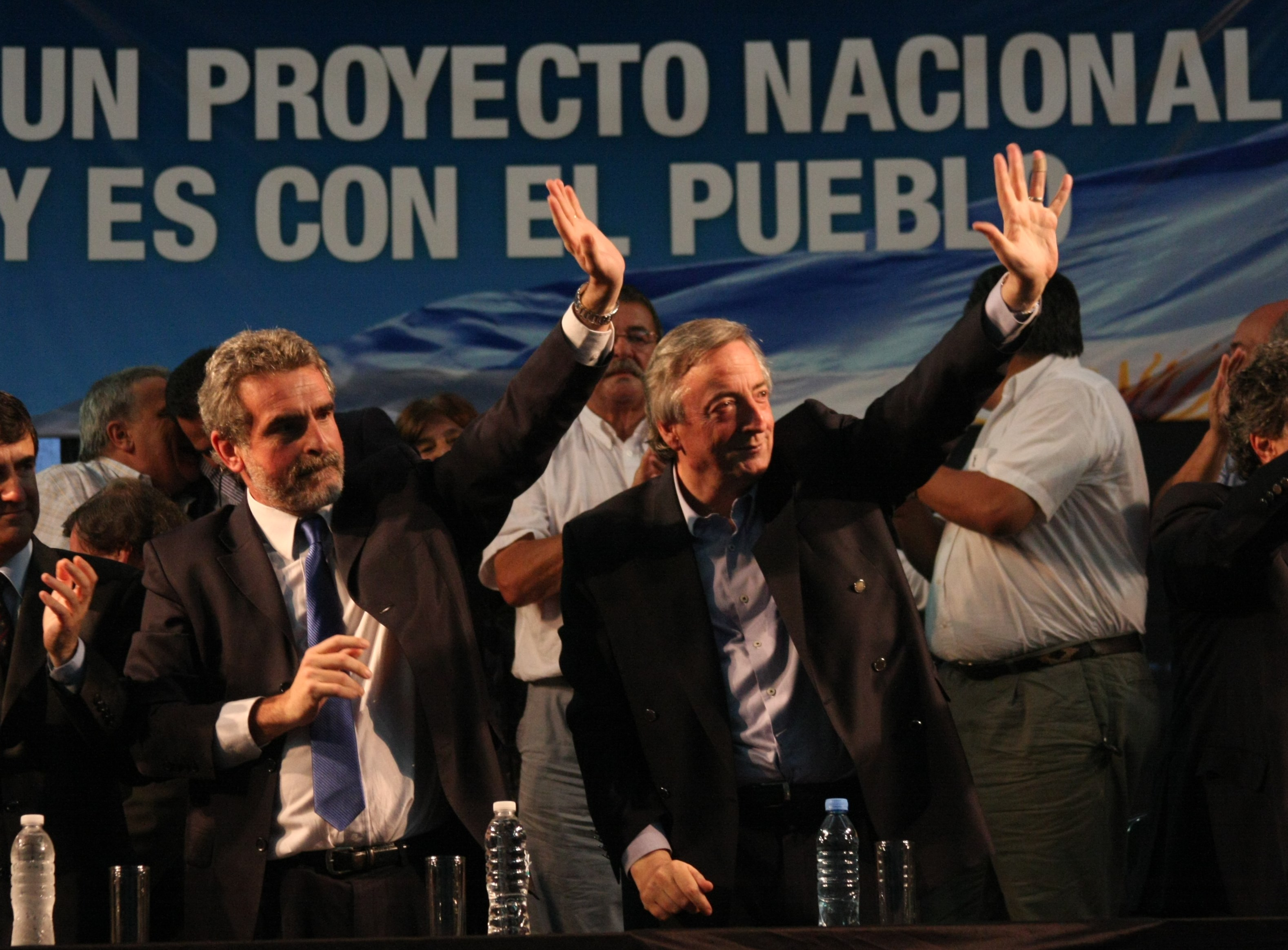
Agustín Rossi y Néstor Kirchner

- Se creó, a través de la ley 26.102 un nuevo Sistema de Seguridad Aeroportuaria, reemplazando la antigua Policía Aeronáutica Nacional, dependiente de la Fuerza Aérea, por un cuerpo de seguridad especializado, con entrenamiento específico y bajo conducción civil: la Policía de Seguridad Aeroportuaria.

- Para apuntalar la ecuación energética, clave para la recuperación y desarrollo, para sostener una tasa de crecimiento económico continuado que no registra antecedentes, se dispuso a través de la ley 26.154 la creación de Regímenes Promocionales para la Exploración y Explotación de Hidrocarburos.

- Caída por incumplimientos contractuales la privatización de la estatal Obras Sanitarias de la Nación se dispuso la recuperación del manejo de los estratégicos recursos hídricos de la Nación a través de un sistema compartido e integrado. La ley 26.100 dispuso la creación de la empresa Aguas y Saneamientos Argentinos (AySA) bajo la órbita del Estado nacional.

- En el marco del control de recursos hídricos vinculado a la defensa y protección del medio ambiente se dispuso, a través de la ley 26.168 la creación de la autoridad de la Cuenca Matanza-Riachuelo como ente de derecho público en el ámbito de la Secretaría de Ambiente y Desarrollo Sustentable de la Jefatura de Gabinete. La inédita asociación tripartita entre la Nación, el gobierno de la ciudad de Buenos Aires y los municipios de la cuenca de la provincia de Buenos Aires permitieron trazar el plan, de saneamiento del curso de agua. La obra no registra antecedentes en la historia, sino postergaciones que se arrastraron durante 150 años, representando un serio riesgo a la salud para 3 millones de argentinos.

- A través de la modificación de la ley 25.782, de reciente aprobación, se estimula el financiamiento en áreas regionalizadas, especialmente de actividad agropecuaria, en las que los productores encontraban severas dificultades para obtener financiamiento por parte de la banca. La ley 26.173 flexibiliza las restricciones para las Cajas de Crédito cooperativas, una figura que se encontraba prácticamente extinguida y que gracias a la norma podrá constituir redes de financiamiento focalizada en beneficio de las localidades más pequeñas en cuanto a población pero de gran potencialidad productiva.

- La ley de Educación Técnica y la nueva ley de Educación, que en el futuro inmediato se complementarán con una nueva ley de Educación Superior constituyen una vuelta de página en la historia nacional. Por primera vez, tras un proceso de transición, la Argentina tendrá un único sistema curricular, que reemplazará a las decenas que conviven actualmente.

Además, entre los aspectos más importantes de ambas normas se destacan el impulso a la escuela técnica acorde con el perfil productivo de la Nación, la universalización de la sala de 4 años, el regreso a los niveles primario y secundario, la expansión de la jornada extendida a todas las escuelas primarias y la extensión a 13 años de la educación obligatoria para todos los niños y jóvenes.

### Precandidato a Gobernador de Santa Fe (2007)
Rossi fue uno de los precandidatos para la gobernación de Santa Fe en las elecciones de 2007. El rival de Rossi dentro del partido fue el excanciller Rafael Bielsa. El intendente de Rafaela, Omar Perotti, también hizo campaña durante un tiempo pero finalmente apoyó la candidatura de Bielsa. Aunque algunos en el partido, incluido Bielsa, querían negociar una candidatura de consenso, Rossi insistió en una elección interna. Rossi también dijo que quería a la hermana de Bielsa, María Eugenia (en ese momento vicegobernadora de Santa Fe) en su lista, pero finalmente eligió a Jorge Fernández, exministro de Educación durante la gobernación de Víctor Reviglio. Bielsa fue finalmente elegido candidato del partido en las elecciones internas del 1 de julio de 2007, pero perdió las elecciones generales con el socialista Hermes Binner.

### Candidato a Gobernador de Santa Fe (2011)
En 2011 tras ganar las elecciones primarias de mayo, en las cuales compitió contra el intendente de la Ciudad de Rafaela Omar Perotti y el ex Canciller Rafael Bielsa, se consagró como candidato a Gobernador de la Provincia de Santa Fe por el Frente Santa Fe para Todos para las elecciones generales de julio, donde compitieron el humorista Miguel Torres Del Sel de Unión Pro Federal y el ministro de Gobierno y Reforma de Estado Provincial Antonio Bonfatti del Frente Progresista Cívico y Social, quien resultó elegido. Luego de las elecciones continuó con su desempeño como diputado al frente del bloque.

### Ministro de Defensa de la Nación (2013-2015)

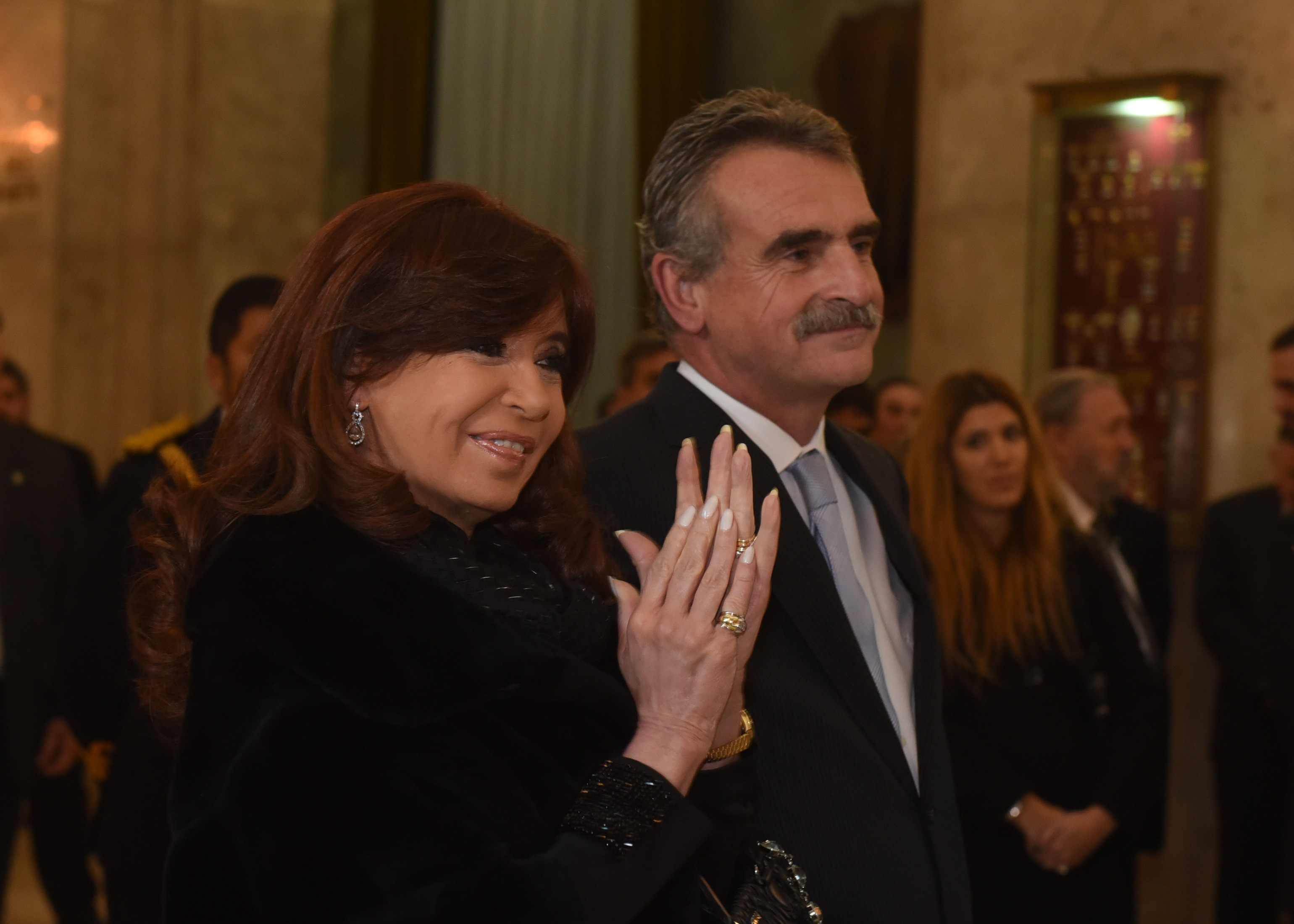
Rossi y Cristina Fernández de Kirchner.

El 30 de mayo de 2013 el Vocero Presidencial Alfredo Scoccimarro anunció cambios en el Gabinete Nacional dispuestos por la presidenta Cristina Fernández de Kirchner, entre los cuales se destacó el nombramiento del diputado Agustín Rossi como titular del Ministerio de Defensa; juró el 3 de junio de 2013. Durante su gestión se incorporaron cuatro avisos que han recibido el nombre de ARA Estrecho de San Carlos (A-22), ARA Puerto Argentino, ARA Islas Malvinas y ARA Bahía Agradable. Serán más económicos al contar con una tecnología más moderna y podrán así brindar mayor seguridad a la navegación.
A partir de octubre de 2013 Agustín Rossi como ministro de Defensa reforzó con unos 4.500 efectivos el operativo escudo norte, el Fortín II para operaciones de vigilancia y control del área geográfica de interés nacional, y de operaciones de ayuda humanitaria y apoyo a la comunidad". También se inició un despliegue radárico que cubre la vigilancia y el control de todo el espacio aéreo norteño con equipos nuevos fabricados por el Invap y se firmó un contrato de 1.000 millones de pesos para desarrollar otros 6. El operativo expiró sin ser renovado por la ministra Patricia Bullrich.
En el año 2015 siendo el ministro de Defensa llevó a cabo el programa de equipamiento logístico con una inversión de 930 millones de pesos. Se reequiparon 120.000 uniformes multicam, 50.000 correajes modulares, 23.000 cascos de kevlar, 30 camiones tractores REO M 931 con semirremolque de 25 toneladas, 18 vehículos de combate M113, 5 vehículos de la familia TAM, totalmente repotenciados y reequipados, 10 camiones REO 2,5 TON, más de 100 acoplados remolques para transporte de agua, combustible, motos y cuatriciclos, más de 100 camionetas 4×4 Ford Ranger y F350, 5 vehículos todo terreno Hummer, la modernización del fusil FAL, el Tanque Argentino Mediano 2C, sistemas de simulación, radares de observación, se incorporó a la fuerza, además, un helicóptero BELL HUEY II con accesorios y equipamiento de última generación, y como parte de la reparación integral y modernización del parque de vehículos, se sumaron 40 UNIMOG 416 totalmente repotenciados y 5 Jeep Mercedes Benz 230 G.En 2014 Agustín Rossi, recibió en la I Brigada Aérea de El Palomar el primero de los nuevos aviones Boeing 737 “Islas Malvinas”, adquirido por el gobierno para ampliar las capacidades operativas de la Fuerza Aérea Argentina en el traslado de personal y carga, como así también en las tareas de asistencia humanitaria ante situaciones de catástrofe y pandémicas.

#### Armamentos
El 12 de enero, realizó una denuncia sobre desaparición de un misil TOW-2 sin el lanzador necesario para operarlo. En 2022, el misil fue encontrado y salió a la luz que el robo fue una jugada de sectores castrenses vinculados a condenados por delitos de lesa humanidad para "molestar" al gobierno de turno. Durante su gestión tuvo como eje la modernización del ejército, llevando adelante la entrega de más de setenta vehículos nuevos y equipamiento modernizado al Ejército Argentino.
El 10 de diciembre de 2015 terminó su mandato en el Ministerio de Defensa. Volvería a asumir dicho puesto en diciembre de 2019, una de sus primeras medidas fue reactivar las fábricas militares cerradas por el macrismo, como Fanazul, cerradas por el gobierno anterior para favorecer la reactivación económica de la zona y el reequipamiento militar. Impulsó y logro que el Congreso apruebe el Fondo de Defensa Nacional con $30.000 millones para renovar el equipamiento de las Fuerzas Armadas, que en la mayoría de las unidades militares tienen una antigüedad promedio de 38 años.

### Diputado Nacional (2017-2019)

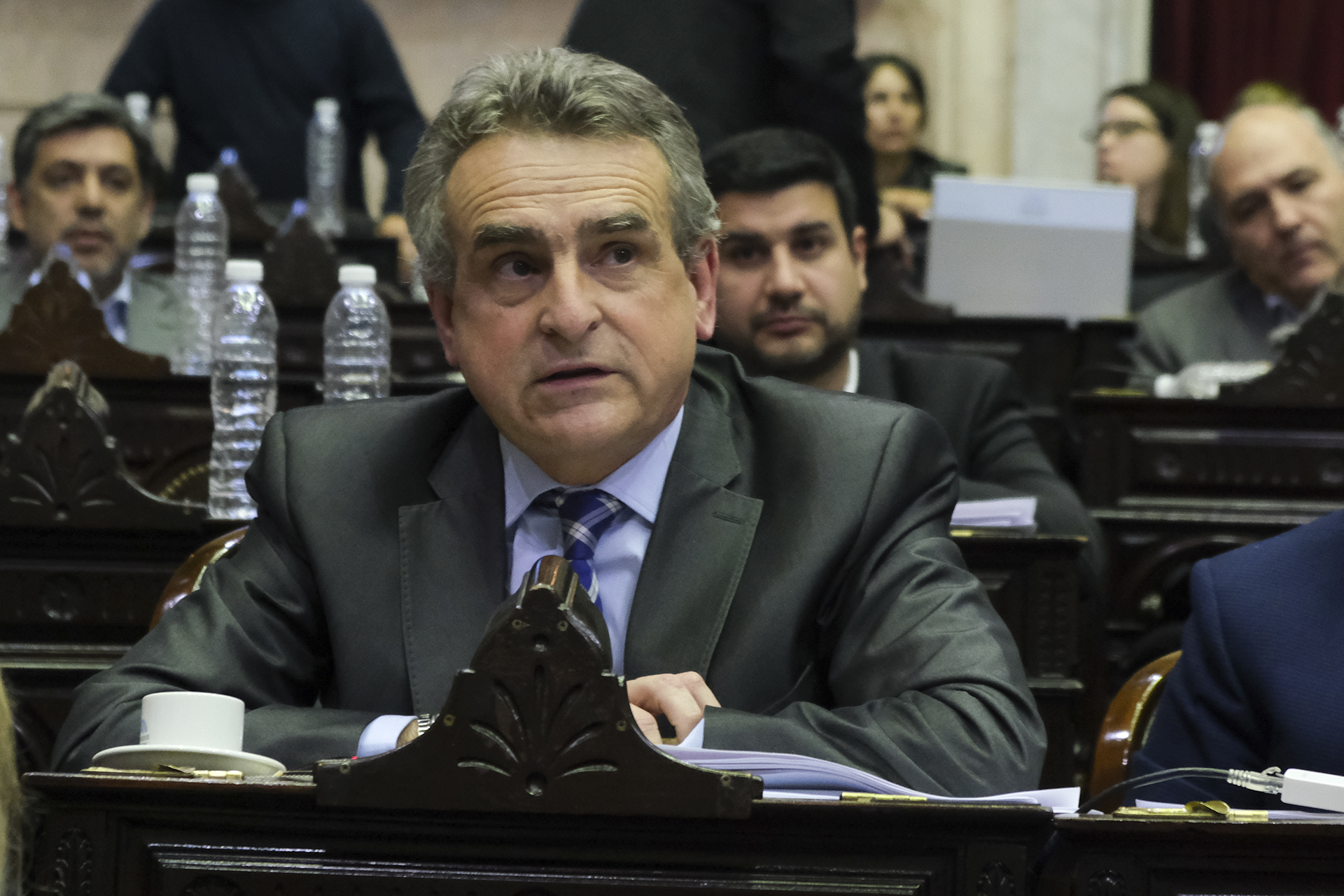
Rossi como diputado, en una sesión en el Congreso de la Nación.

En octubre de 2015 se realizaron las elecciones de parlamentarios del Parlasur por distrito único a nivel nacional. En diciembre Rossi asumió como diputado electo representando al Frente para la Victoria.
Agustín Rossi ganó la interna del peronismo en las PASO de Santa Fe en agosto de 2017 y se presentó como candidato a diputado nacional de esa provincia por Unidad Ciudadana. Finalmente terminó en segundo lugar en las elecciones legislativas con un 25,85% y logró una banca en la Cámara de Diputados. En diciembre fue elegido jefe de la bancada del Frente para la Victoria-Partido Justicialista (FPV-PJ). Hacia el final del mandato, Rossi envió el proyecto de ley FONDEF al senado para ser tratado que posteriormente sería aprobado en el año 2020.

### Ministro de Defensa de la Nación (2019-2021)

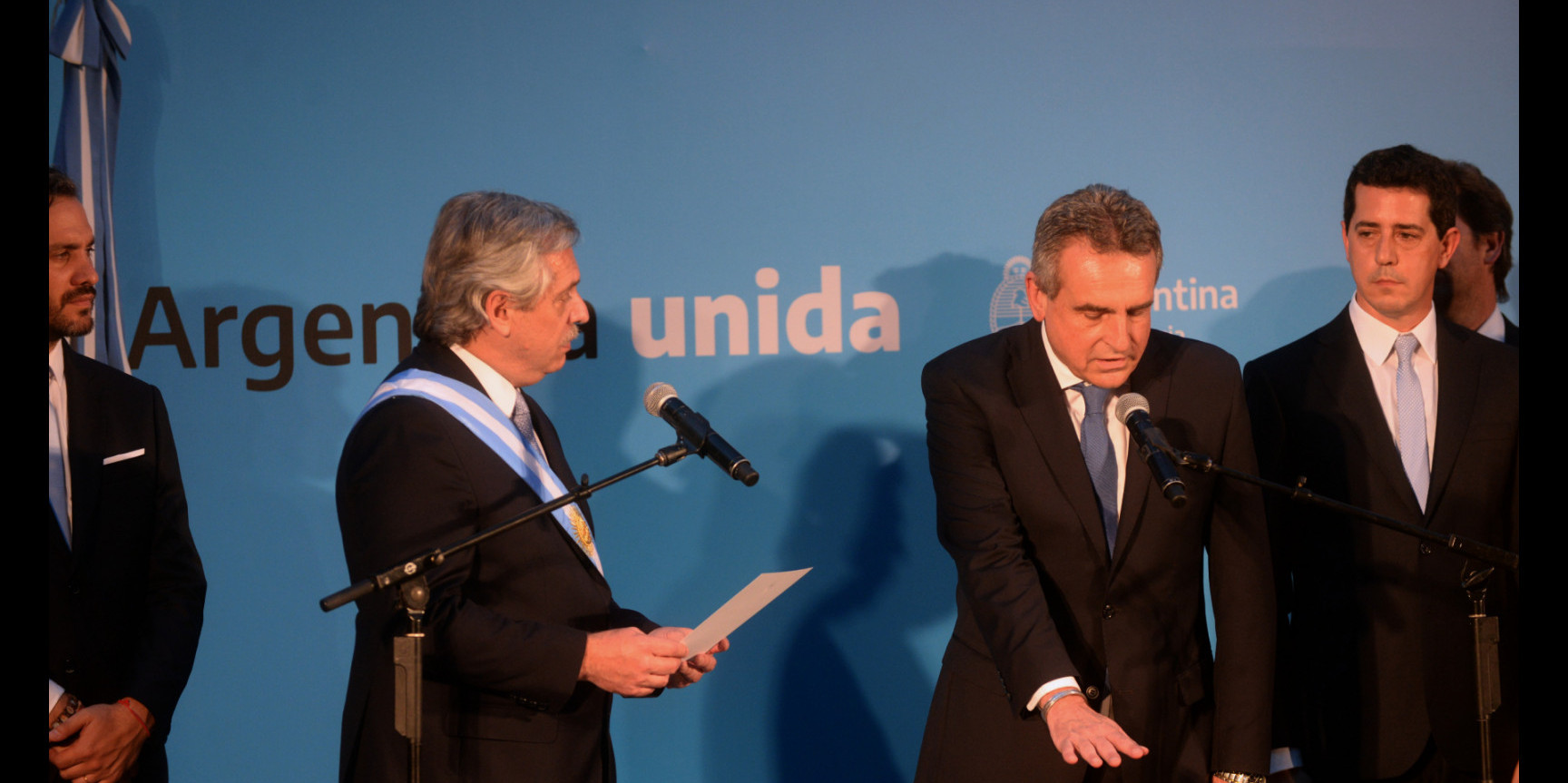
Posesión de Rossi por parte del presidente Alberto Fernández.

El 10 de diciembre de 2019 el presidente Alberto Fernández lo designa como ministro de Defensa de la Nación y le da instrucciones para ponerse al servicio del Presidente  Sebastián Piñera y el gobierno de Chile para colaborar en la búsqueda y rescate del avión Hércules C130.
En 2021 anunció frente al proyecto opositor de quitar las pensiones a los excombatientes de Malvinas que estas pasarían desde noviembre de ese año a ser permanentes.
Durante su segunda gestión mediante el FONDEF el país adquirió los siguientes armamentos, Entre los cuales se encuentran:
- Modernización de los TAM a TAM 2C-A2.
- Fabricación de las Lanchas LICA.
- Fabricación y modernización de aeronaves IA-63 Pampa.
- Adquisición de aeronaves C-12 Huron.
- Adquisición de MANPADS RBS-70 NG.
- Adquisición de diversos camiones logísticos.
- Adquisición de radares de INVAP para fortalecer el SINVICA.
- Adquisición de municiones merodeadoras a la empresa israelí UVision Air.
- Adquisición de aviones de patrulla marítima de largo alcance P-3 Orion.[29]

Atravesó del Fonded se realizó la inversión más alta en 30 años en equipamiento militar para el ejército argentino que incluyó la incorporación de 33 camiones, 28 ambulancias todo terreno; 13 minibuses  22 motos todo terreno, aptas para suelos hostiles. Se repotenciaron 23 camiones Unimog; 6 vehículos oruga M-113 y 2 helicópteros AB-206.

## Historial electoral
|  | 33,28 % |

|  | 16,24 % |

|  | 9,63 % |

|  | 22,76 % |

|  | 25,90 % |

|  | 36,78 % |

|  | 44,35 % |

## Libros
- "Hay Otro Camino" (Editorial Colihue,2018)
- "Hombre de Palabra. Discursos y debates en primera persona desde la 125 hasta la estatización de YPF" (Editorial Planeta, 2015)
- "Propuestas para el gobierno de la seguridad en Santa Fe” (2012) Leer aquí